# Alfred Webinger
Alfred Webinger (* 13. März 1885 in Taiskirchen in Oberösterreich; † 24. Dezember 1956 in Graz) war ein österreichischer Gymnasiallehrer und Volkskundler.

## Leben
Alfred Webinger wurde 1885 in Taiskirchen in Oberösterreich geboren. Er lebte in Graz und unterrichtete dort am Akademischen Gymnasium.
Daneben und vor allem nach seiner Pensionierung widmete er sich vor allem volks- und namenkundlichen Problemen, publizierte aber auch sprachkritische Werke. Als Sprachpfleger betätigte er sich auch im Alpenländischen Kulturverband Südmark, wo er ab 1964 eine „Arbeitsgruppe für Sprachpflege“ leitete.
Webinger stand der völkischen Bewegung nahe und publizierte im NS-Gauverlag Graz. Er trat am 10. Juni 1932 der NSDAP bei (Mitgliedsnummer 1.084.984).
Er stand in Briefkontakt mit Emil Ertl und verstarb 1956 in Graz.

## Veröffentlichungen
- 1910: Die Beziehungen zwischen Innviertlern und Landlern. Helios, Wien.
- 1925: Weihnachtslieder aus Oberösterreich. Pirngruber, Linz.
- 1928: Filzmoos. Ein Büchlein zum Geleite durch die Dachsteinsüdlandschaft. Erste Auflage. Leuschner & Lubensky, Graz.
- 1943: Knorrige Leut. Heitere Geschichten aus der Ostmark. Queisser, Jauer.
- 1943: Artbewußtes Sprachdenken. Erste Auflage. NS-Gauverlag, Graz.
- 1944: Artbewußtes Sprachdenken. Zweite, vermehrte Auflage. NS-Gauverlag, Graz.
- 1948: Zur sprachlichen Herkunft der Bezeichnung Hirschkranl. In: Historischer Verein für Steiermark (Hrsg.): Blätter für Heimatkunde. Band 22/2, Graz, S. 70–71 (historischerverein-stmk.at).
- 1949: Der gute Sprachausdruck. Kleine Stilkunde und Sprachlehre für jedermann. Erste Auflage. Leykam, Graz/Wien.
- 1949: Von Affn und Strauben. In: Institut für Volkskultur (Hrsg.): Oberösterreichische Heimatblätter. Heft 3, Linz 1949, S. 67–72 (ooegeschichte.at [PDF]).
- 1950: Filzmoos. Ein Büchlein zum Geleite durch die Dachsteinsüdlandschaft. Zweite Auflage. Selbstverlag, Graz.
- 1951: Fröhliche Birsch. Humor um Jagd und Jäger . Leykam, Graz/Wien.
- 1952: Flurnamen, Hofnamen und Familiennamen aus Taiskirchen. In: Institut für Volkskultur (Hrsg.): Oberösterreichische Heimatblätter. 6/1952, Linz 1952, S. 378–380 (ooegeschichte.at [PDF]).
- 1953: Zur Ortsnamenkunde des Hochschwabgebietes. Siedlungen, Almen, Fluren, Berge, Gewässer. Leykam, Graz/Wien.
- 1957: Ortsnamen im Weizer Bergland. Ein Beitrag zur Ortsnamenkunde der Steiermark. Weiz.
- 1958: Der gute Sprachausdruck. Lleine Stilkunde und Sprachlehre für jedermann. Zweite Auflage, neu bearbeitet von Rudolf Pucsko. Leykam, Graz/Wien.